# Schilde (Belgia)
Schilde – miejscowość i gmina (gemeente) w Belgii, w Regionie Flamandzkim, w prowincji Antwerpia, w okręgu Antwerpia. Leży ok. 50 km na północ od Brukseli. 1 stycznia 2024 roku zamieszkana przez 20 319 osób.

## Demografia
Liczba mieszkańców, stan na 1 stycznia:
| Rok                | 1900  | 1930  | 1970   | 1990   | 2020   | 2024   |
| ------------------ | ----- | ----- | ------ | ------ | ------ | ------ |
| Liczba mieszkańców | 2.748 | 3.934 | 12.924 | 18.521 | 19.873 | 20.319 |

## Podział administracyjny
W skład gminy wchodzi jedna dzielnica (deelgemeente):
- ’s-Gravenwezel